# Nkfui
Nkfui  (ou Nkui) est une localité du Cameroun située dans la commune d’Oku (Elak-Oku) et le département du Bui.

## Population
Lors du recensement de 2005, on a dénombré 1 837 personnes : soit 976 femmes et 861 hommes.